# Poa dimorphantha
Poa dimorphantha là một loài thực vật có hoa trong họ Hòa thảo. Loài này được Murb. miêu tả khoa học đầu tiên năm 1900.